# ALLSTAR GRAND QUEENDOM 2024
家出レスラー presents ALL STAR GRAND QUEENDOM 2024は、2024年4月27日に横浜BUNTAIにて開催されたスターダムのプロレス興行。また、同興行を扱うPPVの名称。

## 概要
2023年10月10日に行われた「新日本プロレス＆STARDOM 合同戦略発表会」にて開催を発表。横浜BUNTAIのプロレス杮落とし興行となる。
2024年3月9日、Sareeeが登場し、岩谷麻優が持つIWGP女子王座へ挑戦表明。岩谷はそれを受諾し、同王座戦が決定した。なお、両者は2020年2月に対戦が予定されていたが中止となってしまった過去があり、それ以来の対面となった。
3月20日、羽南がSTARDOM Cinderella tournamentを初優勝。ワンダー・オブ・スターダム王座への挑戦表明をし、後に王者の安納サオリがそれを受諾し、ワンダー王者戦が決定した。
4月4日、ペンシルベニア州フィラデルフィア大会にて、ワールド・オブ・スターダム王座を防衛した舞華の元に渡辺桃が現れ、挑戦を表明。後に両者及びブシロードファイト社長の岡田太郎の合意の元、ワールド王座としては初となる3本勝負での王座戦となった。
4月16日、会見が行われ、小波のスターダム復帰、アジャコングと伊藤薫のスターダム初参戦、フューチャー・オブ・スターダム王座戦が発表され、その後、22日に全てのカードが決定した。

## 大会詳細

### 対戦カード
| 第0-1試合 ■シングルマッチ 10分1本勝負                                |                                                 |                                                                     |
| ○向後桃                                                              | 6分11秒 ネクターピーチ                          | 八神蘭奈●                                                           |
| 第0-2試合 ■タッグマッチ 15分1本勝負                                  |                                                 |                                                                     |
| ○水森由菜 さくらあや                                                 | 8分57秒 ＴＰサンシャイン→片エビ固め             | レディ・C 梨杏●                                                     |
| 第1試合 ■フューチャー・オブ・スターダム選手権試合 15分1本勝負        |                                                 |                                                                     |
| ○吏南 （王者）                                                       | 8分57秒 ダイビングダブルニードロップ→片エビ固め | 玖麗さやか● （挑戦者）                                              |
| ※第10代王者が8度目の防衛に成功。                                     |                                                 |                                                                     |
| 第2試合 ■小波STARDOM復帰戦 6人タッグマッチ 20分1本勝負               |                                                 |                                                                     |
| 朱里 ○小波 壮麗亜美                                                  | 11分49秒 トライアングルランサー                 | ジーナ 月山和香● HANAKO                                             |
| 第3試合 ■ハイスピード選手権試合 4WAYバトル 15分1本勝負               |                                                 |                                                                     |
| 鹿島沙希 （王者） ○上谷沙弥 （挑戦者）                               | 6分58秒 フランケンシュタイナー→エビ固め         | 飯田沙耶 （挑戦者） フキゲンです★● （挑戦者）                       |
| ※鹿島が初防衛に失敗、上谷が第26代王者となる。                        |                                                 |                                                                     |
| 第4試合 ■スペシャルシングルマッチ 30分1本勝負                        |                                                 |                                                                     |
| ―白川未奈                                                            | 9分32秒 テクラの乱入→無効試合                   | 刀羅ナツコ―                                                         |
| 第5試合 ■スペシャルタッグマッチ 30分1本勝負                          |                                                 |                                                                     |
| ●中野たむ なつぽい                                                   | 16分59秒 ダイビングエルボードロップ→体固め      | アジャコング○ 伊藤薫                                                |
| 第6試合 ■ゴッデス・オブ・スターダム選手権試合 4WAYバトル 30分1本勝負 |                                                 |                                                                     |
| 鈴季すず ○星来芽依 （王者組） 葉月 コグマ （挑戦者組）               | 11分16秒 チェックメイト                         | AZM 天咲光由 （挑戦者組） スターライト・キッド 琉悪夏● （挑戦者組） |
| ※第31代王者が2度目の防衛に成功。                                     |                                                 |                                                                     |
| 第7試合 ■IWGP女子選手権試合 60分1本勝負                              |                                                 |                                                                     |
| ○岩谷麻優 （王者）                                                   | 20分26秒 ドラゴンスープレックスホールド         | Sareee● （挑戦者）                                                  |
| ※第3代王者が5度目の防衛に成功。                                      |                                                 |                                                                     |
| 第8試合 ■ワンダー・オブ・スターダム選手権試合 30分1本勝負            |                                                 |                                                                     |
| ○安納サオリ （王者）                                                 | 21分24秒 スペシャルポテリング                   | 羽南● （挑戦者）                                                    |
| ※第20代王者が2度目の防衛に成功。                                     |                                                 |                                                                     |
| 第9試合 ■ワールド・オブ・スターダム選手権試合 変則3本勝負            |                                                 |                                                                     |
| ○舞華 （王者）                                                       | ● 14分14秒 ○ ピーチサンダー→片エビ固め          | 渡辺桃● （挑戦者）                                                  |
| ○舞華 （王者）                                                       | ○ 12分37秒 ● みちのくドライバーⅡ→片エビ固め     | 渡辺桃● （挑戦者）                                                  |
| ○舞華 （王者）                                                       | ○ 8分14秒 ● ノックアウト                        | 渡辺桃● （挑戦者）                                                  |
| ※舞華が2-1で勝利。                                                   |                                                 |                                                                     |
| ※第17代王者が４度目の防衛に成功。                                    |                                                 |                                                                     |

### 主な出来事
- スターダム創設者であるロッシー小川の契約解除および選手数名の離脱以降初めてのビックマッチとなった[9]。
- 第4試合中、1月から欠場していたテクラが乱入。白川を鉄パイプで殴打し大江戸隊に加入した[10]。
- 第6試合終了後、スターライト・キッドが他の大江戸隊の面々に急襲され、大江戸隊を追放された[11]。
  - その後、襲われていたキッドを中野たむが救出。耳打ちをし、リングから降りた[11]。
- 第7試合終了後、アイスリボンの藤本つかさが登場。ベストフレンズ（藤本、中島安里紗組）対岩谷＋αのタッグマッチを希望した[12]。
  - なお、アイスリボンとスターダムは2019年に起きた所属選手の移籍問題などで交流が途絶えており、藤本は「固い鎖がかかった禁断の扉」と表現していた[13]。
- 第8試合終了後、ワンダー・オブ・スターダム王座を防衛した安納サオリの元へなつぽいと壮麗亜美が現れて挑戦を表明。安納は両者による次期挑戦者決定戦を提案した[14]。
- 第9試合のワールド・オブ・スターダム王座戦は初の3本勝負で行われた[6]。